# Сукоби у Куманову (2015)
Сукоб у Куманову је оружани сукоб у коме се 9. и 10. маја 2015. године сукобила Македонска полиција са више од 40 наоружаних и униформисаних припадника непознате организације који су се крили у појединим кућама у Кумановском Дивљем насељу насељеном Албанцима. Осморица полицајаца из специјалне јединице Тигар је погинуло, а 37 је задобило повреде након што је у Дивљем насељу (које неки медији називају Дива село, а неки медији наводе да је сукоба било и у насељу Тоде Мендол) у Куманову, у суботу 9. маја рано ујутру, у 04:40, почео оружани сукоб полиције и засад непознате, велике и наоружане групе од 50 - 70 припадника. Скопска телевизија Сител, блиска македонским властима, јавила је у суботу увече да је полиција успела да савлада нападаче, а да се последњих 27 терориста предало полицији машући белим чаршавима.
Зона конфликта: Насеље Тоде Мендол, Куманово, 10-ак километара јужно од границе Србије и Северне Македоније. Македонски Канал ТВ 5 јавља да се полиција после предаје наоружане групе није повукла и да је наставила да открива остале терористе који се крију по кућама. Репортер РТС-а са лица места јавио је да су се у Куманову у вечерњим сатима још увек чули спорадични рафали. И Куманово њуз јављао је да се у Куманову и у суботу у вечерњим часовима, након поподневног затишја у насељу Тоде Мендол и даље чула пуцњава, да се наставља опсадно стање, да полиција претреса поједине куће, а да су у центру Куманова улице празне, а дућани затворени. Куманово њуз преноси саопштење македонског МУП-а да је у Куманову у "Дивљем насељу", односно у неколико кућа у насељу према претходним информацијама лоцирана група чији су припадници добро наоружани и обучени да се боре у овим условима и да су припадници полиције наишли на жестоки отпор терориста који су користили аутоматско оружје, гранате и снајперску ватру. То је специфично подручје са уским улицама, што представља додатни ризик за полицијске јединице које раде на терену саопштило је македонско Министарство унутрашњих послова. МУП Македоније је саопштио на конференцији за новинаре да се врши претрес и околних места. Куманово је надлетао хеликоптер, а полицијске снаге из целе земље упућене су у тај град. Градоначелник Куманова Зоран Дамјановски је за ТВ Нову група изјавио да је између 50 и 70 наоружаних особа смештено у приватним кућама које су опколили припадници македонске полиције, а да је у току је и потера за онима који су одбегли и налазе се у насељу Дива. У недељу 10. маја око подне портпарол МУП-а Иво Котевски саопштио је да је погинуло осам полицајаца, да је 37 повређено, а да је у размени ватре убијено је 14 терориста. Због сукоба обустављен је саобраћај на ауто-путу Београд-Скопље који пролази кроз Куманово, јављали су македонски медији, а касније је објављено да је пут проходан. Српским грађанима званичници у Београду су саветовали да не путују у Македонију, а да на путу за Грчку бирају алтернативне правце. Македонска полиција је блокирала ауто-пут и у правцу границе са Бугарском. Насеље Тоде Мендол је блокирано и опкољено јаким полицијским снагама. Неке куће су гореле. Македонска полиција је последњих дана учестало патролирала по околини Куманова, посебно око Липка, али није било извештаја о сукобима. У селу Танушевци, недалеко од Куманова, почео је сукоб 2001. године.

## Етнички састав становништва
У Куманову, трећем по величини граду у Македоније је према попису из 2002. године живело 70.000 становника, од тога Македонаца 43.000, Албанаца 18.000, Срба око 5.000 и Рома око 4.000.

## Позадина
Неколико наоружаних група од почетка седмице појавило се у околини Куманова и Кичева, али још нико са сигурношћу не зна ко их је предводио и какви су им циљеви. У тој зони раније у априлу 2012. се одиграо злочин - петоструког убиства на Смиљковском језеру за двадесет километара удаљеном предграђу Скопља. У кућама ухапшених осумњичених за то убиство пронађени су амблеми УЧК и индиције о учешћу неких од њих у ратовима на Блиском истоку. Овог пролећа око 40 наоружаних људи напало је на пограничну караулу у селу Гошинце, 15-ак километара северозападно од Куманова, а особе које су тај напад извеле, и онда после извесног времена мистериозно нестале описиване су као добро наоружане и обучене у маскирне униформе са ознакама ОВК.

## Ток сукоба
Према листу Вести пуцњава је почела у насељу "Тоде Мендол", а борбе су вођене и близу амбуланте, Дома армије, фабрике "Киро Фетак" и Зелене пијаце у Куманову. Лист цитира житеље тог дела града који истичу да је полиција из једне куће покушала да заплени већу количину оружја, али да је наишла на оружани отпор, да је по једнима наоружана група са Косова дошла из правца села Слупчане са циљем да заузме касарну на излазу из Куманова, али да је у томе била спречена. Вести цитирају портал Либертас који Две криминални банди од Косово "изнајмени" за инциденти во Куманово?! наводи да су неколико дана пре сукоба у Куманово доведене две криминалне банде са Косова, да су једну предводили Мирсад Ндрецај командант НАТО из ОВК са Косова и бек Ризва, која је претходних неколико дана била у оближњем селу Слупчани, а да је другу криминалну банду са Косова предводио извесни Сабит Геци из Косовске Дренице, коју су, као и прву према «дипломатским изворима" Либертаса ангажовали наручиоци из Македоније. План наурожане терористичке групе био је напад на неколико државних и цивилних циљева, рекла су у признању приведена лица а потврдио портпарол македонског МУП-а Иво Котевски. Македонска МИНА под насловом МИНА под насловом Kosovo Terrorists with ISIS Tactics, Planned to Kill 100s of Civilians with a Car Bomb тврди на енглеском језику да је током акције у Куманову македонска полиција уништила аутомобил-бомбу који је био препун експлозива, а који је био паркиран у близини куће у којој су се склонили и да је вероватни план косовске терористичке групе био да изазове велики број цивилних жртава, обзиром да је више хиљада људи требало да се окупи на фудбалском дербију између Вардара и Шкендије и на скопском маратону (који је по избијању сукоба отказан). Појава наоружане групе концидира с масовним протестима опозиције у Скопљу и у још девет македонских градова, који нису имали национални карактер. Социјалдемократа Зоран Заев позвао је на прекид протеста како би сви допринели решавању ситуације у којој се нашла Македонија. Ибрахим Шабани, разрешени скопски муфтија и генерални секретар Исламске верске заједнице Африм Тахири упали су 4. маја са повећом групом од 50 наоружаних лица у седиште Исламске верске заједнице у Скопљу и саопштили да ће они управљати том организацијом. Према скопском порталу Фактор то је представљало кулминацију сукоба Шабанија и Тахирија с једне стране и реиса Исламске верске заједнице Сулејмана Реџепија са друге страна. Македонска полиција је последњих дана учестало патролирала по околини Куманова, посебно око Липка, али није било извештаја о сукобима. У селу Танушевци, недалеко од Куманова, почео је сукоб 2001. године. У тој области живи велика заједница етничких Албанаца. Албанска мањина чини четвртину од укупно два милиона становника Македоније. У саопштењу македонског МУП-а се каже да је група илегално ушла из суседне земље (али не каже које) неколико дана раније. Поједини медији су јављали да је у селу Зајас и у околини Куманова виђена група наоружаних људи, али су мештани негирали да су такву групу видели. Министарка Јанкуловска је потом рекла да су међу терористима страни држављани, али и грађани Македоније. "Политика преноси да је приштински лист" Експрес "јавио, позивајући се на своје изворе, да у инцидентима у Куманову има и грађана са Косова. Приштински лист Фјаља у тексту Ексклузиве:  Fjalja u tekstu Ekskluzive: UCK u kthye në Kumanovë për ti nxjerrë 3 bashkëluftarë цитира неког члана УЧК који изјављује да је "битка" у Куманову посвећена "команданту Харун Алију, за кога каже да је убијен пре 5 година са Џафар Шаљом Радушом у Скопљу... (Како је својевремено извештавано на сајту РТС под насловом Четири мртва у обрачуну код Скопља Џафер Шаља из Приштине, који је у Македонији осуђен на девет година затвора због напада на полицајца и шверца оружја, и македонски држављани Кемал Фејзула и Шабан Зејнели, први из скопског села Грчец, а други из тетовског села Мерово убијени су 12. маја 2010. године када је полицијска патрола покушала да заустави комби, недалеко од села Радуша, а особе које су се налазиле у возилу отвориле ватру на полицију. У комбију су пронађене три ручне бомбе, три комплета ручних бацача, шест аутоматских и полуаутоматских пушака, снајперска пушка, експлозив, 12 минобацачких пројектила, униформе и амблеми ОВК.)
Коха диторе је 10. маја под насловом Policia lëshon videon e arrestimit të shqiptarëve në Kumanovë објавила видео на коме се види неколико Албанаца ухапшених у Куманову, уз напомену да су међу ухапшенима Сами Уксини, познат као командант Соколи, Бег Ризвај, Демеху и Мухамед Краснићи, командант Малишева... Скопски Канал 5 такође 10. маја објављује поменути снимак и посебно помиње Мухамеда Краснићија, команданта Малишева, Мирсада Ндрецаја, команданта НАТО, Самија Укшинија, команданта Соколија, Бег Ризваја званог командант Бегу, Деме шеху званог Јунику. Поред поменутих припадника оружане групе са Косова за које се каже да су у претходним годинама били инволвирани у бројне нападе, а да су били на међународним потерницама за најтежа кривична дела, Канал 5 наводи да део ухапшених има македонско држављанство, те да је реч о лицима која су претходно гоњена за најтежа кривична дела, убиства, крађе ... Скопски лист Вечер наводи да је међу 14 погинулих терориста препознат Џафер Зумбери из Ђаковице, а да можда има још погинулих терориста, пошто су неке од зграда око којих су вођене борбе јако оштећене. МУП Македоније се огласио саопштењем у ком је наведено да су наоружаној групи у Куманову њене присталице помогле да се сакрију у неколико кућа у тзв Дивљем насељу насељеном скоро искључиво Албанцима, да је група добро наоружана и добро обучена. Рањен је и један од нападача, који су униформисани. Канал ТВ 5 цитирајући министарку полиције Гордана Јанкуловска извештава да је отпор наоружане групе трајао пуних 16 часова, а да је група у основи подељена у суботу 9. маја, око 18 часова поподне, када се једна повећа група предала, али је друга, забарикадирана у другој згради наставила да пружа отпор. Она је рекла да међу терористима има погинулих, али да још не може да говори о тачним бројкама. Македонска агенција МИНА јавља да је у полицијској акцији наводно убијен Фадиљ Фејзулахи за кога се каже да је познати терориста и бивши лидер УЧК. МИНА такође извештава да је после 20 часова увече и даље било пуцњаве, да полиција претреса кућу по кућу, да се претпоставка да се група терориста налази у насељу Тоде Мендол показала тачном, те да су неки од терориста скинули униформе и заменили их цивилним оделом како би избегли хапшење. Скопска ТВ на албанском језику Алсат известила је нешто после 21 час 9. маја да је уништена и последња наоружана група од девет лица, од којих су се четворица предала полицији, четворица погинула, а један извршио самоубиство. У недељу 10. маја ујутру репортер РТС-а Миљана Окиљевић јавила је да се у Куманову поново чује спорадична пуцњава, и да град надлеће полицијски хеликоптер... У току полицијске акције грађанима је забрањено да напуштају домове, али многи од њих су преплашени и почели су да напуштају град. Уочена је велика група људи која је код Прешева прешла у Србију. Касније у току дана јављано је о евакуацији цивила из зоне конфликта (неки су евакуисани и у оклопним транспортерима). Медији у Македонији, који емитују програм на албанском језику, јављају да у сукобима има и погинулих цивила. Група од око 150 Албанаца протестовала је испред македонске амбасаде у Бечу, тврдећи да је у Куманову реч о нападу на Албанце. Једна од група која носи име Ослободилачка национална армија, или УЧК, путем интернета преузела је одговорност за напад на македонску полицију, као одговор на "вишедневно узнемиравање Албанаца у околини Куманова", пише приштински Бота сот. Веродостојност ове тврдње, за сада, није могуће проверити, преноси сајт РТС-а. Потпредседница скупштине Косова из овог покрета, Аида Дергути је рекла да су ујутру "нападнути Албанци у Македонији, као некада, када је српска полиција је напала Албанце на Косову" и поручила Македонским властима:
"Немојте да нас терате да седам милиона Албанаца, кренемо празних руку и да не буде више те државе..."
Некадашњи командант Ослободилачке националне армије, лидер Демократске уније интеграција Али Ахмети, мање чланице владајуће коалиције, позвао је данас грађане да не подлежу провокацијама. Он је навео да је упад наоружаних људи у Куманово наставак инцидената попут недавног напада на караулу Гошинце, као и експлозије која се догодила испред седишта његове странке у Скопљу. Танјуг преноси писање приштинских медија да је тамошњи покрет Самоопредељење је затражило од званичне Приштине и Тиране да реагују и да зауставе, како су навели, "диктатора" Николу Груевског, премијера Македоније. Након дешавања у Куманову, Жандармерија Србије је распоредила додатне снаге у Копненој зони безбедности, а премијер Србије Александар Вучић је за недељу 10. маја заказао ванредну седницу Бироа за координацију служби безбедности. У Прешеву је према извештајима са терена, напето ... Танјуг јавља да је у пасату немачких регистарских ознака, којима је управљао држављанин Немачке на граничном прелазу Батровци откривено 10 пакета по 100 комада, укупно 1.000 комада електронских детонатора за експлозив. Поводом полицијске акције ујутро 10. маја у Куманову, у којој, како јављају македонски медији, има повређених, а можда и погинулих цивила и полицајаца, огласио се и Демократски савез Срба у Македонији, истакавши да са забринутошћу прати развој стања. Из те странке апелују на смиреност и уздржаност. Демократски савез је позвао грађане да се, без обзира на етничку и верску припадност, уједине и да осуде терористичке нападе, да их изолују и да сарађују са снагама безбедности.
"Очекујемо од грађана да пруже подршку снагама безбедности у борби са терористима који угрожавају безбедност и територијални интегритет Македоније", наводи се у саопштењу Демократског савеза.
Тај савез апелује на све остале партије да престану са међусобним оптужбама и од снага безбедности очекују да се на ефикасан начин обрачунају са наоружаним групама. Председник Македоније Ђорђе Иванов је, због догађаја у Куманову, прекинуо званичну посету Русији где је присуствовао паради у част 70 годишњице победе над фашизмом и вратио се у земљу, саопштено је из његовог кабинета. Српски министар полиције Небојша Стефановић разговарао је и са македонском министарком унутрашњих послова Горданом Јанкуловски о тренутној ситуацији у Македонији и обавестио Јанкуловску да су упућене додатне полицијске снаге на граници са Македонијом, потврђено је "Блицу" који је пренео да је дошло до повлачења граничне полиције са Македонијом, али ТВ Н1 није добио потврду ове информације. Македонска министарка полиције Гордана Јанкуловска је одбацила спекулације медија да се македонска полиција повукла са неких граница или стратешких позиција.

## Крај сукоба
Помоћник министра унутрашњих послова Иво Котевски је рекао данас да је полиција пронашла тела 14 терориста у униформама, као и да је полицијска акција у Куманову данас завршена. Он је на конференцији за новинаре рекао да су у питању Албанци са Косова и да се доводе у везу са формирањем бројних терористичких и екстремистичких група у региону, односно, како је рекао, фигурирају као оснивачи паравојних структура. Део приведених је од раније познат полицији, казао је он, и додао да терористи са собом нису имали лична документа. Он је навео да су они у Македонију ушли почетком маја, с намером да средином месеца почну са терористичким нападима. Током полицијске акције пронађен је велики арсенал оружја, а лидери оружане групе су били Мухамед Краснићи, познат као командант Малишева, Мирсад Ндрецај, познат као командант Нато, Сами Ушкини, познат као командант Соколи, Беи Ризај и Дем Шеху. Новинска агенција МИА навела је да су познати идентитети шесторице погинулих припадника полиције: Жарко Кузмановски (32), Сашо Самоиловски (32), Ненад Серафимовски (28), Исамедин Османи, Бобан Ивановић и Горан Илиевски. Број погинулих цивила још увек није познат.

## Међународна реакција
Дипломатске мисије САД, ЕУ, ОЕБС-а и НАТО-а у Скопљу, издале су заједничко саопштење у вези са полицијском операцијом у Куманову, у којој су снаге безбедности два дана водиле жестоку борбу са наоружаном групом. "Сви искрено жалимо због губитка живота у операцији у Куманову која се, како изгледа, на срећу окончала", наводи се у саопштењу и додаје да су сви легитимни политички представници у Македонији и региону осудили насиље. "Према нашем мишљењу, наоружана група у Куманову је изолован феномен. Верујемо да неће бити дозвољено да ово наруши односе унутар друштва", додаје се у саопштењу.
Дипломатске мисије су, такође, изразиле наду да је ово тренутак када лидери у Македонији треба да се удруже у дијалогу о свим питањима са којима се држава суочава, укључујући политичку кризу и неопходне реформе, пренела је МИА.
Руско Министарство спољних послова изразило је данас забринутост због оружаних инцидената код Куманова у Македонији али и антивладиних протеста у тој земљи. У саопштењу за јавност они истичу да се надају да ће ситуација у Куманову у најскорије време бити нормализована и истражене околности. Такође се изражава забринутост због антивладиних протеста у Македонији, уз оцену да низ опозиционих снага и невладиних организација које, како се наводи, "инспирише Запад" и које следе логику "обојених револуција" могу да имају последице по регионалну безбедност.